# 余文儀
余文儀（1705年—1782年），字叔子，號寶岡，浙江诸暨人，清朝政治人物，同進士出身。

## 生平
乾隆二年（1737年）登丁巳恩科進士，任刑部主事。乾隆二十年（1755年）任福建福寧府知府，改漳州府知府。乾隆25（1760年）任台灣府知府、台灣府海防補盜同知、台灣道；任內續修《臺灣府志》，並鎮壓黃教之役。乾隆三十五年（1770年）後，升福建巡撫、刑部尚書等。